# NTBackup
NTBackup ist eine integrierte Backup-Anwendung, die für Windows NT 4.0 ab 1997 und Teil aller nachfolgenden Versionen bis einschließlich Windows 2000, Windows XP und Windows Server 2003 enthalten war. NTBackup verwendet ein proprietäres Backup-Format (BKF) zum Sichern von Dateien. Dateien können auf Band, ZIP-Laufwerke, Disketten und Festplatten gesichert werden. Es verfügt auch über mehrere Kommandozeilen-Switches für geplante, automatisierte Backups.
Ab Windows Vista wurde NTBackup durch Windows Backup und Restore ersetzt, das das VHD-Dateiformat (Virtual Hard Disk) verwendet, dieses Programm unterstützt auch moderne Medien wie DVDs und bildbasierte vollständige System-Backups.
Für Server-Betriebssysteme hat Microsoft NTBackup mit Windows Server Backup ersetzt, beginnend mit Windows Server 2008, das den neuen Befehl wbadmin enthält. Diese neue Backup-Anwendung, wbadmin, unterstützt keine Bandlaufwerke mehr, was bedeutet, dass Benutzer Drittanbieter-Anwendungen installieren müssen, um auf Bandlaufwerken zu sichern.
Zum Lesen / Wiederherstellen älterer Backups hat Microsoft das NTBackup Restore-Dienstprogramm für Windows Vista / Windows Server 2008 und für Windows 7 / Windows Server 2008 R2 zur Verfügung gestellt, das diese BKF-Dateien lesen kann. Bei Verwendung von Bandlaufwerken verwendet NTBackup das Microsoft Tape Format (MTF).

## Eigenschaften
NTBackup unterstützt mehrere Betriebssystemfunktionen, einschließlich der Sicherung des Systemstatus des Computers. Bei Computern, die kein Domänencontroller sind, gehören dazu die Windows Registry, Bootdateien, Dateien, die durch Windows File Protection geschützt sind, Performance Counter Konfigurationsinformationen, COM + Klassenregistrierungsdatenbank, IIS Metabasis, replizierte Datensätze, Exchange Server Daten, Cluster Service Informationen und die Zertifikatsdienste-Datenbank. Auf Domänencontrollern kann NTBackup auch Active Directory sichern.
NTBackup unterstützt das Verschlüsselte Dateisystem (ESF), alternative Datenströme, Festplatten-Kontingentinformationen, angehängte Laufwerke und Remote-Speicherinformationen. Es speichert NTFS-Berechtigungen, Audit-Einträge und Besitz-Einstellungen  und kann normale, kopier-, differenzielle, inkrementelle und tägliche Backups, Backup-Kataloge sowie die automatisierte Systemwiederherstellung erstellen. Es unterstützt die Protokollierung und den Ausschluss von Dateien aus dem Backup pro Benutzer oder für alle Benutzer. Hardwarekompression wird unterstützt, wenn das Bandlaufwerk es unterstützt. Software-Komprimierung wird nicht unterstützt, auch bei Backup-Dateien.
Ebenfalls kann NTBackup entfernbare Mediengeräte wie z. B. USB-Sticks verwenden.
NTBackup ab Windows XP umfasst Volume Shadow Copy (VSS) Unterstützung und kann somit gesperrte Dateien sichern. In der Windows XP Home Edition ist NTBackup nicht standardmäßig installiert, aber auf der Windows XP-Installations-CD verfügbar. Windows XP führte ebenfalls einen Assistenten für NTBackup ein.
Ein Systemadministrator kann die NTBackup-Skriptsprache verwenden, um ein funktionelles Backup-System zu erstellen. Scripting ermöglicht es dem Systemadministrator, Backups von Dateien und Systemstatus zu automatisieren und zu planen. Eine Alternative zum Scripting ist eine GUI-Software wie BackupAssist, die NTBackup automatisiert und automatische, geplante Backups von Windows-basierten Servern und PCs mit NTBackup durchführen kann.
NTBackup kann ab Windows Vista durch das Kopieren der NTBackup-Dateien von einem Windows XP-Computer verwendet werden. Um Bänder oder andere Backup-Komponenten zu verwenden, muss man den Removable Storage Manager verwenden, dieser muss in den Windows-Funktionen aktiviert werden. In Windows 7 wurde diese Komponente entfernt.